# Ylitalo gård
Ylitalo gård, även känd som Ehoska huset eller Ehon talo på finska, var en stor egendom i Tusby i södra Finland. Gården låg i byn Skavaböle fram till 1990 då Tusby kommun rev byggnaderna för att bygga ett nytt höghusområde som heter Kievari. De viktigaste ägarna av Ylitalo var släkterna Skogster och Eskelin, som senare översatte namnet till den finska formen Eho.

## Historia

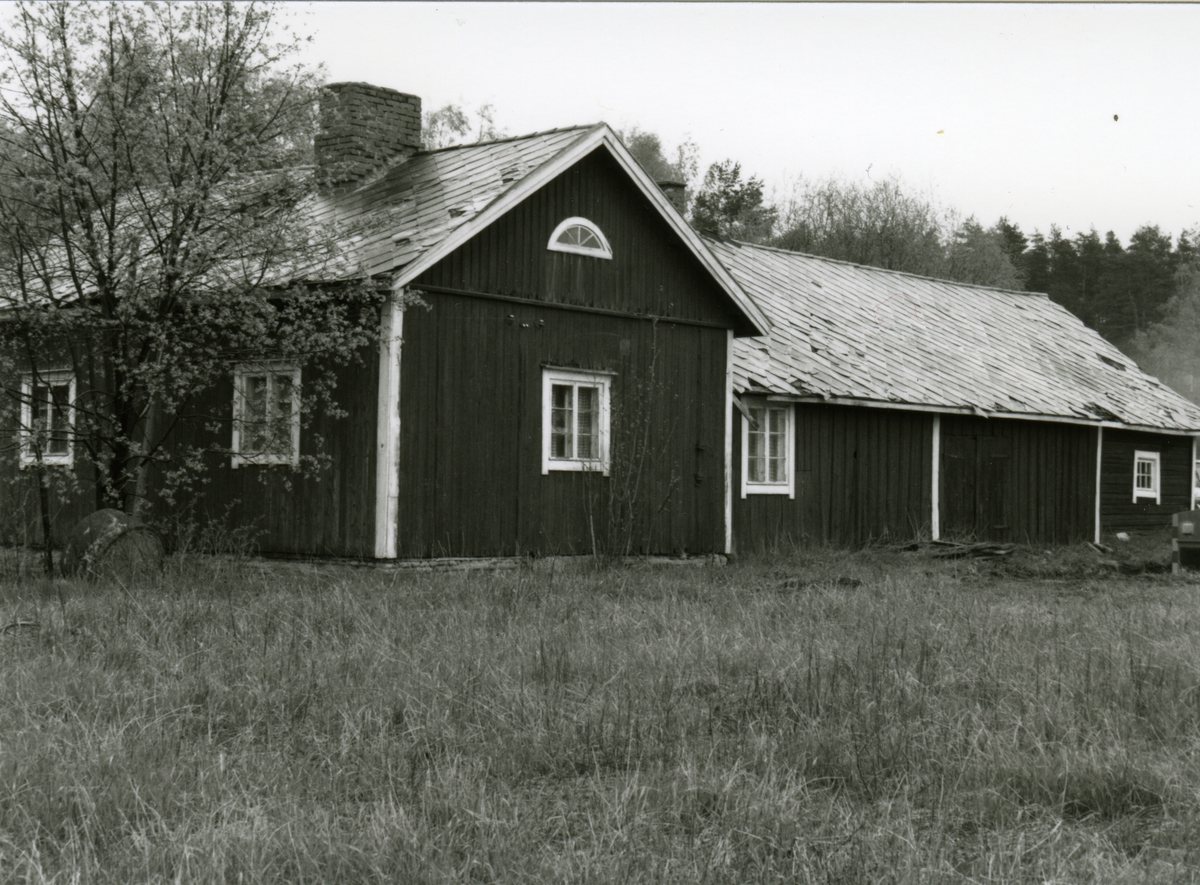
Ekonomibyggnad på Ylitalo.

På 1850-talet delades Gästgifvars hemman upp i Ylitalo och Alitalo gårdar. Ylitalo övertog gästgivarskyldigheten från hemmanet. Det är anledningen till att det nya höghusområdet också kallas Kievari, som kan översättas till "gästgiveri" på svenska.
Historiskt sett delades Gästgifvars hemman i Skavaböle upp i två gårdar på 1850-talet, Ylitalo (även känt som Rusthåll och Viksberg) och Alitalo. Ylitalo kan översättas till "Övergård" på svenska, medan Alitalo betyder "Nedergård". Ursprungligen kallades Gästgifvars hemman för Yrlä, men namnet ändrades till Gästgifvars på 1600-talet när det blev en gästgivargård. Efter uppdelningen av hemmanet ärvde Ylitalo gården och dess gästgivarskyldighet.
Henrik Skogster ägde Ylitalo gård på 1850-talet. Enligt skriftliga källor hade Ylitalo år 1862 sexton hästar och nio reservhästar från grannhusen för att tillhandahålla hästdroskor. Efter Henrik Skogster ärvde hans son Oskar Skogster gården. Oskar Skogster sålde sedan Ylitalo till August Reinhold Eskelin från Postlars kronhemman i Kervo år 1909. Därefter tog August Eskelins söner, Olof och Eskil Eskelin, över driften av Ylitalo gård och gästgiveriet. Senare översatte Olof och Eskil sina namn till finska, och därmed blev de Olavi Eho och Esko Eho. Släkten Eho ägde Ylitalo fram till 1986 när Martti och Anne Eho sålde huset till Tusby kommun. Kommunen rev alla byggnader på Ylitalo och ersatte dem med ett höghusområde.
Släkten Eskelins/Ehos släktgravar finns på Paijala begravningsplats i Tusby och är bland de viktigaste gravmonumenten där.

### Gästgiveriet

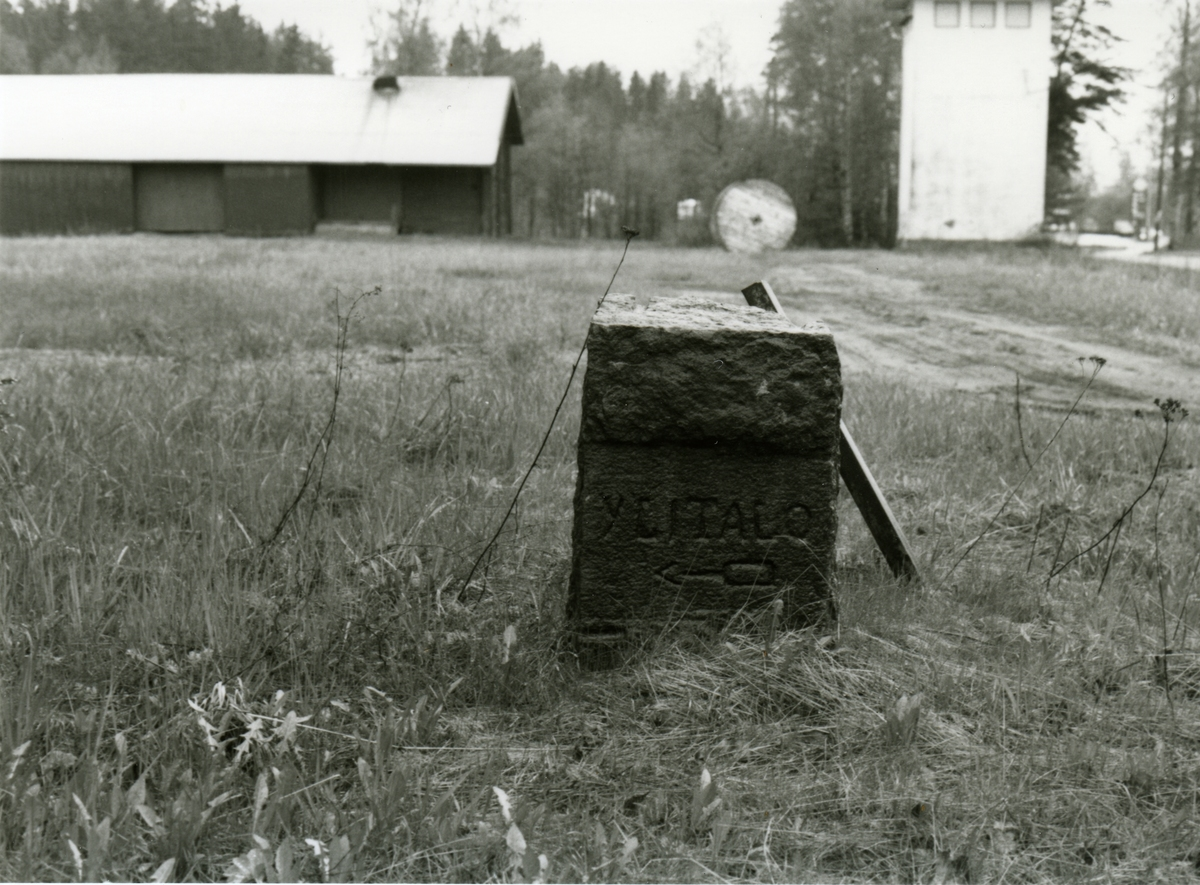
Gammal vägskylt till Ylitalo.

Gästgiveriet fortsatte att vara i drift på Ylitalo under släkten Ehos tid. Senare, när bilar blev allt vanligare, ersattes hästarna av bilar. År 1955 infördes stadgan om anskaffande av gästgiverier. Ylitalo gård fungerade som gästgiveri i över 105 år.
En av de mest kända personerna som besökte Ylitalo gästgiveri var diktaren Eino Leino, som bodde där på 1920-talet.

### Inbördeskriget
Under det finska inbördeskriget var marken vid Ylitalo ett central stridsfält när tyska trupper attackerade från söder den 19 april 1918. Det röda gardet hade sin bas vid den nuvarande kyrkbacken, och frontlinjen låg på Ylitalos fält. Slaget varade endast några timmar, under vilka civilbefolkningen sökte skydd i bland annat potatiskällare.

## Byggnader
Ylitalo gård hade en huvudbyggnad i trä med två våningar. De äldsta delarna av huset tros ha härstammat från 1800-talet. Byggnaden hade två skorstenar. Runt gården fanns även andra ekonomibyggnader som häststallar, bageri och ladugård.